# Lonchitidaceae
Ver Pteridophyta para una introducción a las plantas vasculares sin semilla
Las lonchitidáceas (nombre científico Lonchitidaceae) con su único género Lonchitis son una familia de helechos del orden Polypodiales, que en la moderna clasificación de Christenhusz et al. 2011 es monofilética. Con 33 especies, es originaria de América.

## Taxonomía
Introducción teórica en Taxonomía
La clasificación más actualizada es la de Christenhusz et al. 2011 (basada en Smith et al. 2006, 2008); que también provee una secuencia lineal de las licofitas y monilofitas.
- Familia 26. Lonchitidaceae C.Presl ex M.R.Schomb.,  Reis. Br.-Guiana (Ri. Schomburgk) 2: 1047 (1848).

1 género (Lonchitis). Referencias: Christenhusz (2009a), Lehtonen et al. (2010), Lellinger (1977).
Ubicación taxonómica:
Plantae (clado), Viridiplantae, Streptophyta, Streptophytina, Embryophyta, Tracheophyta, Euphyllophyta, Monilophyta, Clase Polypodiopsida, Subclase Polypodiidae, Orden Polypodiales, familia Lonchitidaceae, género Lonchitis.
Esta familia no estaba en la clasificación de Smith et al.(2006), que ubicaba al género en Lindsaeaceae, con el comentario: "tradicionalmente ubicada con los dennstaedtioides, no es evidente su inclusión en Lindsaeaceae en lo que respecta a su morfología, pero la evidencia molecular sugiere fuertemente su inclusión aquí".

### Algunas especies
- Lonchitis anthriscifolia Bory
- Lonchitis bipinnata Forssk.
- Lonchitis caffrorum Bernh.
- Lonchitis cordigera  	(L.) Bubani
- Lonchitis coriacea Tardieu

## Caracteres
Con las características de Pteridophyta.